# 稲積秀樹
稲積 秀樹（いなづみ ひでき、1965年9月11日 - ）は、富山県富山市出身の元競輪選手。日本競輪学校第55期卒業。現役時は日本競輪選手会富山支部所属。師匠は大橋勲（21期）。

## 戦績
富山県立大沢野工業高等学校を経て日本競輪学校に入学。同期には鈴木誠らがおり、在校成績22位で卒業。1985年5月11日、久留米競輪場でデビューし、初勝利も同日。
1994年の競輪祭（小倉競輪場）で3着。1995年にホームバンクの富山競輪場で行われたふるさとダービーでは2着となる。1998年のふるさとダービー（豊橋競輪場）では優勝し、富山支部所属選手として初めて現在のGII相当大会制覇を成し遂げた。
その後も活躍を続けていたが、2014年12月19日の玉野競輪場第1R・A級チャレンジ一般戦での6着を最後として、同年12月25日に選手登録消除。通算成績2385戦238勝。